# Australische stekelstaart
De Australische stekelstaart (Oxyura australis) is een eend uit de familie van de Anatidae.

## Leefwijze
Het voedsel van deze 40 cm lange, omnivore dieren bestaat voornamelijk uit kleine ongewervelde waterdieren.

## Verspreiding en leefgebied
Het is een endemische soort uit Australië. Hij leeft er voornamelijk in de gematigde regio’s van het land.

## Status
De grootte van de populatie is in 2021 geschat op 15 duizend volwassen vogels. Op de Rode lijst van de IUCN heeft deze soort de status niet bedreigd.